# Lake Clark National Park and Preserve
Lake Clark National Park and Preserve er en nationalpark i det sydvestlige Alaska i USA, etableret 1980 i henhold til Alaska National Interest Lands Conservation Act. Nationalparken rummer mange vandløb og søer, der er vigtige for laksefiskeriet i Bristol Bay. Nationalparken giver mulighed for stor variation indenfor fritidsaktiviteter hele året rundt.
Lake Clark er blevet kaldt for "essensen af Alaska", da den er samlet i et relativt lille område på Alaskahalvøen, sydvest for Anchorage, med en del egenskaber der ikke findes samlet i andre af Alaskas nationalparker; sammenløbet af de tre bjergkæder – Alaska Range fra nord, Aleutian Range fra syd og parkens egen barske Chigmit-bjergene, to aktive vulkaner – Mount Iliamna og Redoubt, en kystlinje med regnskov i øst, en højslette med tundra i vest samt turkisblå søer.
Der fører ikke nogen veje til nationalparken, og der er kun adgang ved hjælp af mindre flyvemaskiner. Nationalparken er en af de mindst besøgte i National Park Service-systemet af parker, hvor gennemsnittet af besøgende kun udgør lidt over 5.000 om året.